# 塔特萬
塔特萬（土耳其語：Tatvan）是土耳其的城市，位於該國東部凡湖西岸，毗鄰內姆魯特火山，由比特利斯省負責管轄，海拔高度1,690米，面積1,606平方公里，2009年人口57,976。

## 外部連結
- Mayor's web site （页面存档备份，存于）
- Tatvan (Article in English)
- Tatvanliyiz.Biz